# Механический высокоэнергетический размол
Механический высокоэнергетический размол (англ. high-energy ball milling) — технологическая операция измельчения твердых тел, используемая для получения нанопорошков со средним размером частиц менее 100 нм.

## Описание

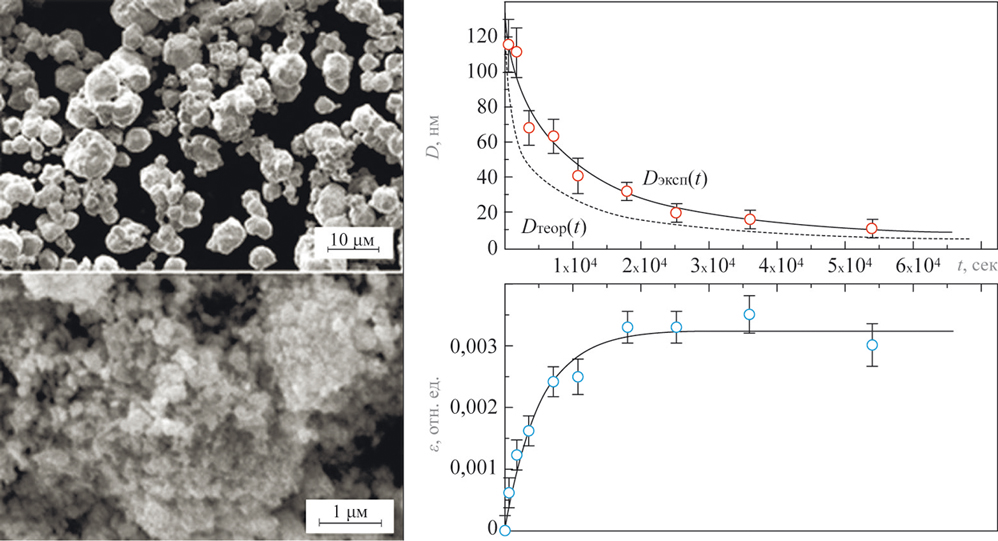
Вверху — исходный крупнозернистый порошок карбида вольфрама WC со средним размером частиц 5 мкм. Внизу — полученный 10-часовым размолом агломерированный нанопорошок WC со средним размером наночастиц 50 нм. Справа — зависимости среднего размера частиц D и микронапряжений ε от продолжительности t размола исходного порошка WC.

Механический высокоэнергетический размол — простой, эффективный и производительный способ получения различных нанокристаллических порошков в высокоэнергетических планетарных, шаровых, виброцентробежных и вибрационных мельницах. При прочих равных условиях размер частиц после размола тем меньше, чем больше интенсивность и длительность размола, меньше масса и размер частиц исходного размалываемого порошка. Наряду с уменьшением размера частиц, т. е. измельчением, при размоле происходит микродеформация кристаллической решетки измельчаемого вещества, и часть энергии расходуется на создание микронапряжений, что замедляет измельчение порошка. Наиболее тонкий размол осуществляется с использованием жидкой размольной среды (спирты, другие органические растворители).